# Basciano
Basciano är en ort och kommun i provinsen Teramo i regionen Abruzzo i Italien. Kommunen hade 2 370 invånare (2018).